# 파스테나
파스테나(이탈리아어: Pastena)는 이탈리아 라치오주 프로시노네도에 위치한 코무네다. 로마로부터 남동쪽 90km, 프로시노네로부터 남동쪽 20km 거리에 있다.

## 주요 관광지
- 파스테나 동굴